# Gregorio Agós
Gregorio Agós Muruzabal (Montevideo, 8 giugno 1913 – 8 settembre 2001) è stato un cestista uruguaiano.

## Carriera
Con l'Uruguay ha disputato le Olimpiadi del 1936, classificandosi al 6º posto.